# 悪魔のようなすてきな奴
『悪魔のようなすてきな奴』（あくまのようなすてきなやつ）は、松浦健郎の小説。及びそれを原作とした映画作品、テレビドラマ。

## 概要・ストーリー
原作は週刊現代に連載。テレビドラマは1964年10月1日から1965年4月1日までNET（現・テレビ朝日）系列にて放映。ドラマ放映終了後の1965年5月15日に映画が公開された。
軟派な性格で美容院のチーフを務める美容師の紋蝶四郎は、東海総業コンツェルン会長の一本松雷太の息子を自称し、会長秘書の岬未知子を利用しながらコンツェルンの核心に近付いて行く。一本松雷太は、かつて広島の同名の資産家・一本松雷太の戦友であったが、その一本松家が原爆投下によって家族も戸籍も失くなり、これを利用してそのまま一本松雷太の名をもらい、一本松家の財産を横領した上で東海総業コンツェルンを創設したという過去があった。蝶四郎は、その雷太の鼻をへし折って社会悪を暴くことを心に誓っていた。

## テレビドラマ版
1964年10月1日から1965年4月1日まで、NET（現・テレビ朝日）系列にて全26話が放映。放送時間は毎週木曜日22:00 - 23:00。放映形式はモノクロ16mmフィルム。

### スタッフ
- 原作：松浦健郎（『週刊現代』連載）
- 企画：片岡政義、落合兼武
- 脚本：松浦健郎、今村文人
- 監督：鈴木敏郎、今村農夫也
- 助監督：田中秀夫 他
- 音楽：伊部晴美
- 撮影：土屋俊忠
- 照明：吉岡伝吉
- 録音：上出栄二郎
- 編集：伊吹勝雄
- 美術：有隅徳重
- 進行：奈良場繁
- 制作：NET、東映テレビプロ

### 主題歌
- オープニングテーマ：「悪魔のようなすてきな奴」 歌：高城丈二 （作詞：松浦健郎、作曲：伊部晴美　ポリドール・レコード）
- 挿入歌：「東京の男」 歌：高城丈二 （作詞：阿見宏介、作曲：荒井英一　ポリドール・レコード）

### キャスト
- 高城丈二 （紋蝶四郎）
- 柳永二郎 （一本松雷太）
- 岬瑛子 （岬未知子）
- ミッキー・カーチス （金ちゃん）
- 三神丸枝
- 細川俊夫
- 大村文武
- 沢村美司子
- 太宰久雄
- 多騎由郎
- 天知茂 （友情出演）

#### ゲスト出演
- 第1話 - 長島隆一、岩城力也、小笠原章二郎、大泉滉
- 第4話 - 根岸明美
- 第5話 - 夏今日子
- 第6話 - 香月美奈子
- 第8話 - 丘野美子
- 第9話 - 志摩栄
- 第10話 - 青野平義、岩城力也
- 第11話 - 松島アキラ、青野平義
- 第12話 - 佐伯徹
- 第15話 - 紅理子、黒岩三代子、片山滉、幸田宗丸
- 第17話 - 片山滉
- 第18話 - 渥美国泰、星美智子、瀬川路三郎
- 第19話 - 渥美国泰
- 第21話 - 沢彰謙
- 第22話 - 佐伯徹、香月美奈子、黒岩三代子
- 第23話 - 夏今日子、佐伯徹、渥美国泰
- 第25話 - 青野平義、瀬川路三郎
- 第26話 - 青野平義、瀬川路三郎、沢彰謙

| NET（現・テレビ朝日）系 木曜22時台 | NET（現・テレビ朝日）系 木曜22時台 | NET（現・テレビ朝日）系 木曜22時台 |
| 前番組                             | 番組名                             | 次番組                             |
| ---------------------------------- | ---------------------------------- | ---------------------------------- |
| 廃虚の唇                           | 悪魔のようなすてきな奴             | アスファルトジャングル             |

## 映画版
- 公開年月日：1965年5月15日
- モノクロ・スタンダード・サイズ・シネマスコープ
- 上映時間：88分
- 制作・配給：東映

### スタッフ
- 原作・脚本：松浦健郎
- 監督：小西通雄
- 企画：植木照男、加茂秀男
- 撮影：星島一郎
- 美術：栗原修二
- 音楽：山本直純
- 録音：内田陽造
- 照明：城田昌貞
- 編集：田中修
- 記録：田中真紀夫

### キャスト
- 高城丈二 （紋蝶四郎）
- 杉浦直樹 （丹下明）
- 緑魔子 （岬未知子）
- 三島雅夫 （一本松雷太）
- 小川知子 （一本松汀）
- 野川由美子 （一本松美果）
- 沢彰謙 （熊野万骨）
- 河合絃司 （丸山人事課長）
- ミッキー・カーチス （金ちゃん）
- 相馬剛三 （石井守衛長）
- 安城百合子 （朱美）
- 八名信夫 （ダイスの男）
- 十朱久雄 （雨宮豊作）
- 中山昭二 （岡本社長）
- 室田日出男 （ゲン）
- 志摩栄 （重役A）
- 三木宏裕 （重役B）
- 小塚十紀雄 （重役C）